# 格拉利亚
格拉利亚（義大利語：Graglia），是意大利比耶拉省的一个市镇。总面积20平方公里，人口1607人，人口密度80.4人/平方公里（2009年）。ISTAT代码为096028。